# Campeonato Mundial Juvenil de Ciclismo en Ruta de 2013
El Campeonato Mundial Juvenil de Ciclismo en Ruta de 2013 se realizó en Florencia (Italia) entre el 23 y el 28 de septiembre de 2013, en el marco del LXXX Campeonato Mundial de Ciclismo en Ruta, bajo la organización de la Unión Ciclista Internacional (UCI) y la Federación Italiana de Ciclismo. 
El campeonato constó de carreras en las especialidades de contrarreloj y de ruta, en las divisiones masculino y femenino. En total se otorgaron cuatro títulos de campeón mundial.
Las carreras se disputaron en diferentes circuitos trazados por la región italiana de Toscana, con punto final frente al Nelson Mandela Forum, en Florencia. Los puntos de partida de las carreras se encontraban en las ciudades de Florencia y Montecatini Terme.

## Programa
| Día   | Evento                 | Trayecto                                    | Distancia (km) | Ganador                              |
| ----- | ---------------------- | ------------------------------------------- | -------------- | ------------------------------------ |
| 23.09 | Contrarreloj femenina  | Florencia Cascine – Nelson Mandela Forum    | 16,19          | Severine Eraud ( Francia)            |
| 24.09 | Contrarreloj masculina | Florencia Cascine – Nelson Mandela Forum    | 21,80          | Igor Decraene ( Bélgica)             |
| 27.09 | Ruta femenina          | Nelson Mandela Forum - Nelson Mandela Forum | 82,85          | Amalie Dideriksen ( Dinamarca)       |
| 28.09 | Ruta masculina         | Montecatini – Nelson Mandela Forum          | 140,05         | Mathieu van der Poel ( Países Bajos) |

## Resultados

### Masculino
- Contrarreloj

| Puesto | Ciclista         | País           | Tiempo   |
| ------ | ---------------- | -------------- | -------- |
| Oro    | Igor Decraene    | Bélgica        | 26:56,83 |
| Plata  | Mathias Krigbaum | Dinamarca      | 27:05,49 |
| Bronce | Zeke Mostov      | Estados Unidos | 27:17,80 |

- Ruta

| Puesto | Ciclista             | País         | Tiempo  |
| ------ | -------------------- | ------------ | ------- |
| Oro    | Mathieu van der Poel | Países Bajos | 3:33:14 |
| Plata  | Mads Pedersen        | Dinamarca    | 3:33:17 |
| Bronce | Iltjan Nika          | Albania      | 3:33:17 |

### Femenino
- Contrarreloj

| Puesto | Ciclista            | País      | Tiempo   |
| ------ | ------------------- | --------- | -------- |
| Oro    | Severine Eraud      | Francia   | 22:42,63 |
| Plata  | Alexandria Nicholls | Australia | 22:45,32 |
| Bronce | Alexandra Manly     | Australia | 22:50,80 |

- Ruta

| Puesto | Ciclista            | País      | Tiempo  |
| ------ | ------------------- | --------- | ------- |
| Oro    | Amalie Dideriksen   | Dinamarca | 2:32:23 |
| Plata  | Anastasia Iakovenko | Rusia     | 2:32:23 |
| Bronce | Olena Demydova      | Ucrania   | 2:32:26 |

## Medallero
| Núm. | País           | Oro | Plata | Bronce | Total |
| ---- | -------------- | --- | ----- | ------ | ----- |
| 1    | Dinamarca      | 1   | 2     | 0      | 3     |
| 2    | Bélgica        | 1   | 0     | 0      | 1     |
| 3    | Francia        | 1   | 0     | 0      | 1     |
| 4    | Países Bajos   | 1   | 0     | 0      | 1     |
| 5    | Australia      | 0   | 1     | 1      | 2     |
| 6    | Rusia          | 0   | 1     | 0      | 1     |
| 7    | Estados Unidos | 0   | 0     | 1      | 1     |
| 8    | Ucrania        | 0   | 0     | 1      | 1     |
| 9    | Albania        | 0   | 0     | 1      | 1     |
|      | TOTAL          | 4   | 4     | 4      | 12    |